# Euptychia marceli
Espèce
 Euptychia marceli est une  espèce de papillons de la famille des Nymphalidae et de la sous-famille des Satyrinae et du genre Euptychia.

## Dénomination
Euptychia marceli a été décrit par Brévignon en 2005.

## Description
Euptychia marceli est un papillon à l'angle anal de l'aile postérieure angulaire et au dessus marron chez le mâle, marron clair chez la femelle.
Le revers est marron rayé de fines lignes rouge discale et postdiscale avec une ligne submarginale d'ocelles dont seuls un à l'apex de l'aile antérieure et à l'aile postérieure les deux proches de l'angle anal et les deux proches de l'apex sont noirs et pupillés.

## Biologie
Euptychia marceli vole toute l'année.

### Plantes hôtes
Les plantes hôtes de sa chenille sont des Selaginella.

## Écologie et distribution
Euptychia marceli n'est présent qu'en Guyane.

### Biotope
Il réside en forêt et vole au sommet des collines le matin.

### Protection
Pas de statut de protection particulier